# Little by Little (album)
A Little By Little az ausztráliai Tommy Emmanuel gitáros 2009-es tizenhatodik albuma.

## Számok
Az összes számot Tommy Emmanuel szerezte, a kivételek fel vannak tüntetve:
- Haba Na Haba
- Haba Na Haba - (Pamela Rose)
- Moon River

## Közreműködők
- Tommy Emmanuel - gitár, ének
- Pamela Rose - harmónia ének

## Külső hivatkozások
- Hivatalos oldal (angolul)